# كاثارين بيتشر
كاثارين إستر بيتشر (بالإنجليزية: Catharine Beecher)‏ (6 سبتمبر من عام 1800- 12 مايو من عام 1878)، معلمة أمريكية معروفة بآرائها الصريحة حول تعليم الإناث بالإضافة إلى دعمها الشديد للعديد من مزايا دمج رياض الأطفال في تعليم الأطفال.

## وجهات نظرها حول التعليم ودعوتها إليه
نشرت بيتشر في عام 1841 «أطروحة حول الاقتصاد المنزلي المتمحور حول استخدام السيدات الشابات في المنزل والمدرسة»، وهو كتاب ناقش الاستخفاف بدور المرأة في المجتمع. حُرر الكتاب وأُعيد نشره في العام التالي بشكله النهائي. كانت كاثارين بيتشر مدافعة قوية عن إدراج التربية البدنية اليومية في التعليم، إذ طورت برنامجًا لأداء تمارين الجمباز على وقع الموسيقى.
اقترحت كاثرين بيتشر في عام 1831 أن يقرأ المعلمون بصوت عالٍ للطلاب مقاطع من كتابات المؤلفين ممن يمتلكون أساليب بليغة في الكتابة، «بهدف تعويدهم على قياس الجمل والعبارات المجازية الغريبة» (رايت وهالوران، 2001، ص. 215). واستمرت في دفع الطلاب إلى إعادة قراءة المقطع بشكل مطابق لقراءتها مستعملين نفس الكلمات والأسلوب والعبارات المجازية من أجل تطوير «تمكنهم اللغوي الحاضر وأساليبهم التعبيرية البسيطة» (رايت وهالوران، 2001، ص. 215). أعلنت بيتشر في عام 1846 أنه يجب على النساء -لا الرجال- تعليم الأطفال وإنشاء مدارس لتدريب المعلمين في المدن الغربية. أيدت بيتشر أيضًا الفكرة القائلة إن النساء الشابات قد وجدن عملًا إلهيًا باعتبارهن معلمات مسيحيات بعيدًا عن المدن الشرقية الكبرى. درب مجلس التعليم الشعبي الوطني -الذي كان إنشاؤه فكرتها الخاصة- المعلمين في جلسات استمرت لمدة أربعة أسابيع في ولاية كونيتيكت ثم أرسلهم إلى الغرب. أعربت بيتشر عن اعتقادها بامتلاك المرأة لهدف سامٍ متمثل في تكوين الأطفال والمجتمع.

### وجهات نظرها إزاء التعليم
اعترفت بيتشر بمسؤولية المدارس العامة في تعليم التنمية الأخلاقية والبدنية والفكرية للأطفال. شجعت بيتشر أيضًا على توسيع وتطوير برامج تدريب المعلمين، حاسمةً بأن التدريس أكثر أهمية للمجتمع من المحامين أو الأطباء. كانت بيتشر مدافعةً شديدةً عن إدراج التربية البدنية اليومية في التعليم، إذ طورت برنامجًا لأداء تمارين الجمباز على وقع الموسيقى. كما آمنت بشدة بفوائد القراءة بصوت عال.

### النساء في مجال التدريس
آمنت بيتشر بامتلاك النساء لصفات متأصلة تجعلهن الجنس الأفضل في مجال التدريس. لاحظت بيتشر الإمكانات غير المستغلة للنساء المتعلمات عندما غادر الرجال سلك التدريس بهدف متابعة الأعمال التجارية والصناعية، وشجعت على تعليم النساء لسد الحاجة المتزايدة للمدرسين. اعتبرت بيتشر النساء معلمات بالفطرة، ونظرت إلى التدريس على أنه امتداد لدورهن المنزلي. نهضت بيتشر بالتدريس وحولته إلى عمل نسائي بحت عوضًا عن كونه مهنة يمكن أن تزدهر النساء فيها.

## وصلات خارجية
- كاثارين بيتشر على موقع الموسوعة البريطانية (الإنجليزية)
- كاثارين بيتشر على موقع الموسوعة البريطانية (الإنجليزية)